# Salt Cay Airport

i8
i11
i13
Der Salt Cay Airport (IATA-Code: SLX, ICAO-Code: MBSY) ist ein nationaler Flughafen der Turks- und Caicosinseln. Er liegt auf Salt Cay, der zweitgrößten Insel der Turks-Inseln, und wird von der Turks and Caicos Islands Airports Authority (TCIAA) betrieben.
Von 2019 bis 2020 wurden umfangreiche Renovierungsmaßnahmen durchgeführt. Für rund 4,5 Mio. US-Dollar wurden unter anderem die Start- und Landebahn erneuert und das Vorfeld erweitert. Anlässlich der Wiedereröffnung am 30. Oktober 2020 wurde der Flughafen „Leon Wilson Airport“ benannt.
Der Flughafen verfügt über eine seit der Renovierung 799 Meter lange asphaltierte Start- und Landebahn. Er wird mehrmals wöchentlich im Linienverkehr von Providenciales und Grand Turk Island aus durch InterCaribbean Airways und Caicos Express Airways bedient, wobei hauptsächlich zweimotorige Propellerflugzeuge wie Cessna 402 oder Britten-Norman BN-2 Islander zum Einsatz kommen.
Im Terminal gibt es ein kleines Café, dessen Öffnungszeiten vom Flugplan abhängig sind.